# Roger Łubieński
Roger Wenthworth Łubieński herbu Pomian (ur. 8 sierpnia 1849 w Sokulach, zm. 13 września 1930 w Warszawie) – przemysłowiec, podróżnik, poseł na Sejm Krajowy Galicji w latach 1882–1889. 

## Życiorys
Był synem  Adelajdy z Łempickich i Tomasza  Wenthwortha Łubieńskich, wnukiem Henryka, bratem Henryka, Bernarda Alojzego, Zofii, Marii, Zygmunta, Adama, Michała, Ireny, Celiny, Teresy i Tomasza. 
Uczył się w domu pod kierunkiem Zygmunta Felińskiego. Za namową brata w 1871 rozpoczął naukę w Seminarium Duchownym w Poznaniu, skąd został wysłany do Rzymu. Tam jednak Piotr Semenenko skłonił go do opuszczenia seminarium. 
Roger Łubieński wyjechał do Ameryki Południowej. W 1873 był sekretarzem Klubu Polskiego w San Fransisco. Zamieszczał swe korespondencje w Kronice Rodzinnej przez pewien czas był współpracownikiem czasopisma Overland Monthly. Autor wspomnień o generale Tomaszu Andrzeju Adamie Łubieńskim. W 1900 wydał "Listy z Ameryki". W dniu 7 lipca 1877 wziął ślub z Aleksandryną Dunin-Borkowską (zm. 1891) i osiadł w Babicy. Był założycielem czasopisma ekonomiczno-rolniczo-przemysłowego "Tygodnik Rzeszowski", (1883). 
Opublikował Nieurodzaj i głód w Galicyi w 1880. 
Zabiegał o budowę linii kolejowej Rzeszów-Sandomierz. W 1882 został wybrany, z I kurii, z obwodu rzeszowskiego, posłem na Sejm Krajowy Galicji V kadencji. W sejmie zajmował się sprawami budżetowymi, górnictwa naftowego, postulował tworzenie kółek rolniczych i zreformowania sytuacji prawnej nauczycieli w Galicji. Należał do Towarzystwa Rolniczego w Krakowie, Towarzystwa Gospodarskiego we Lwowie, a w 1886 był członkiem Rady Powiatowej w Rzeszowie. 
W 1894 ponownie się ożenił z Marią Hołowińską-Czosnowską (zm. 1916) i powrócił do Warszawy. Został aktywnym działaczem katolickim. Wraz z bratem, Bernardem, w 1905 sprowadził do Warszawy redemptorystów. W latach 1906–1909 wydawał i redagował tygodnik katolicki "Wiara". Za zasługi dla kościoła katolickiego otrzymał Gwiazdę Orderu Piusa IX. 
Należał do Warszawskiego Towarzystwa Dobroczynności i Warszawskiego Towarzystwa Miłośników Historii, któremu przekazał zbiór zabytków archeologicznych z Ukrainy. W 1916 należał do założycieli Towarzystwa Szkoły Nauk Politycznych został prezesem zarządu, funkcję tę pełnił do śmierci. W czasie I wojny światowej przebywał w Warszawie prowadząc działalność na rzecz polskiej sprawy. Wycofał się z życia politycznego w 1921 publikując jeszcze w „Tygodniku Ilustrowanym” wspomnienie o Zygmuncie Felińskim. Zmarł bezpotomnie w Warszawie, pochowany został w rodzinnym grobowcu w Wiskitkach. 